# کپی قاتل (فیلم)
کپی قاتل (انگلیسی: Killer Ape) فیلمی در ژانر اکشن به کارگردانی اسپنسر گوردون بنیت است که در سال ۱۹۵۳ منتشر شد.